# Menthon-Saint-Bernard
Menthon-Saint-Bernard é uma comuna francesa na região administrativa de Auvérnia-Ródano-Alpes, no departamento da Alta Saboia. Estende-se por uma área de 4.51 km². Em 2010 a comuna tinha 1 954 habitantes (densidade: 433,3 hab./km²).